# Las paticas de la abuela
Las Paticas de la Abuela es la primera producción discográfica del grupo de pop rock venezolano Caramelos de Cianuro.
A mediados de 1992, C d. C. graba las bases rítmicas de lo que se convertirá en Nadando a través de la Galaxia en el estudio, completando la canción en casa de su profesor de música. Esta canción recibe cierto playback en algunas estaciones caraqueñas, como la FM Cultural, y los impulsa a grabar con la misma técnica "estudio-casa" Tu Mamá te va a Pegar. Recibiendo mayor cobertura en estaciones de radio caraqueñas, comienzan a realizar presentaciones en vivo cada vez más numerosas. Esto lleva finalmente a un contrato discográfico con CNR a través del para entonces gerente Guillermo Zambrano, que propone la realización de un EP de 4 canciones.

## Formación
Luis Barrios (guitarra)
Miguel González "El Enano" (guitarra)
Asier Cazalís (vocalista/bajo)
Pablo Martínez (batería)

## Lista de canciones
1. Tu Mamá Te Va a Pegar - 3:45
2. La Bruja - 2:20
3. Chan Chaca Chan - 2:50
4. Nadando a Través de la Galaxia - 5:24

- Datos: Q3218238